# エベレスト委員会
エベレスト委員会（エベレストいいんかい、The Mount Everest Committee）は1920年にイギリスで王立地理学会と英国山岳会がエベレスト遠征隊の組織と資金援助を目的に共同で設立した委員会。1947年まで活動した後「ヒマラヤ委員会」（Joint Himalayan Committee）に形を変えて活動を継続し、1953年のイギリス隊によるエベレスト初登頂を成し遂げるにいたった。

## 設立
英国でエベレストへの登頂が初めて具体的に語られたのはいつか？クリントン・トマス・デント（Clinton Thomas Dent）は1885年に著作の中でエベレスト登頂の可能性に言及している。具体的な計画ということでは1916年にアレキサンダー・ケラス博士（Alexander Mitchell Kellas）が著した『ヒマラヤ雄峰への登頂の可能性に関する考察』をあげることができる。さらに実際に遠征隊派遣の機運が高まった直接のきっかけは、1919年にジョン・ノエル（John Baptist Lucius Noel）が王立地理学協会で行った講演である。ノエルは外国人が入ることが許されなかったエベレスト周辺地域を秘密裏に探索し、その報告を王立地理学協会で行ったのだ。講演後のディスカッションの中でエベレスト登頂に関する議論が盛り上がったが、この考えを積極的に支持した人の中にはフランシス・ヤングハズバンド卿やダグラス・フレッシュフィールド（Douglas Freshfield）など英国山岳会の大物たちがいた。
1920年、ヤングハズバンド卿は、チャールズ･ハワード=ベリー大佐に遠征隊長就任を要請し、チャールズ・ベル（Charles Alfred Bell）に入山交渉の許可を得る為のチベット当局との交渉を依頼した。（当時は北側のチベットからしかエベレストに接近できなかった。エベレスト南側のルートを領するネパールが外国人に対して国を閉ざしていたためである。）チベットから入山許可が得られたのは1921年のことであった。
ここで、遠征隊をバックアップするために英国山岳会と王立地理学協会がメンバーを出し合って特設委員会である「エベレスト委員会」を発足させ、ヤングハズバントが委員長になった。

## 設立メンバー
- フランシス・ヤングハズバンド　委員長、王立地理学協会
- エドワード・サマークック（Edward Somers-Cocks）、王立地理学協会
- カーネル・ジャックス（Colonel Jacks）、王立地理学協会
- J.ノーマン・コリー教授（J. Norman Collie）、英国山岳会会長（当時）
- ジョン・パーシー・ファラー（John Percy Farrar）英国山岳会前会長
- チャールズ・フランシス・ミード（Charles Francis Meade）　英国山岳会

## その後の主要なメンバー
- ウィリアム・グッドイナフ（William Goodenough）1931年以降、委員長。王立地理学協会会長
- パーシー・コックス（Percy Cox）英国山岳会会長
- ロバート・ワイル・ロイド（Robert Wylie Lloyd、財務担当）